# Castro de Aldeia Nova

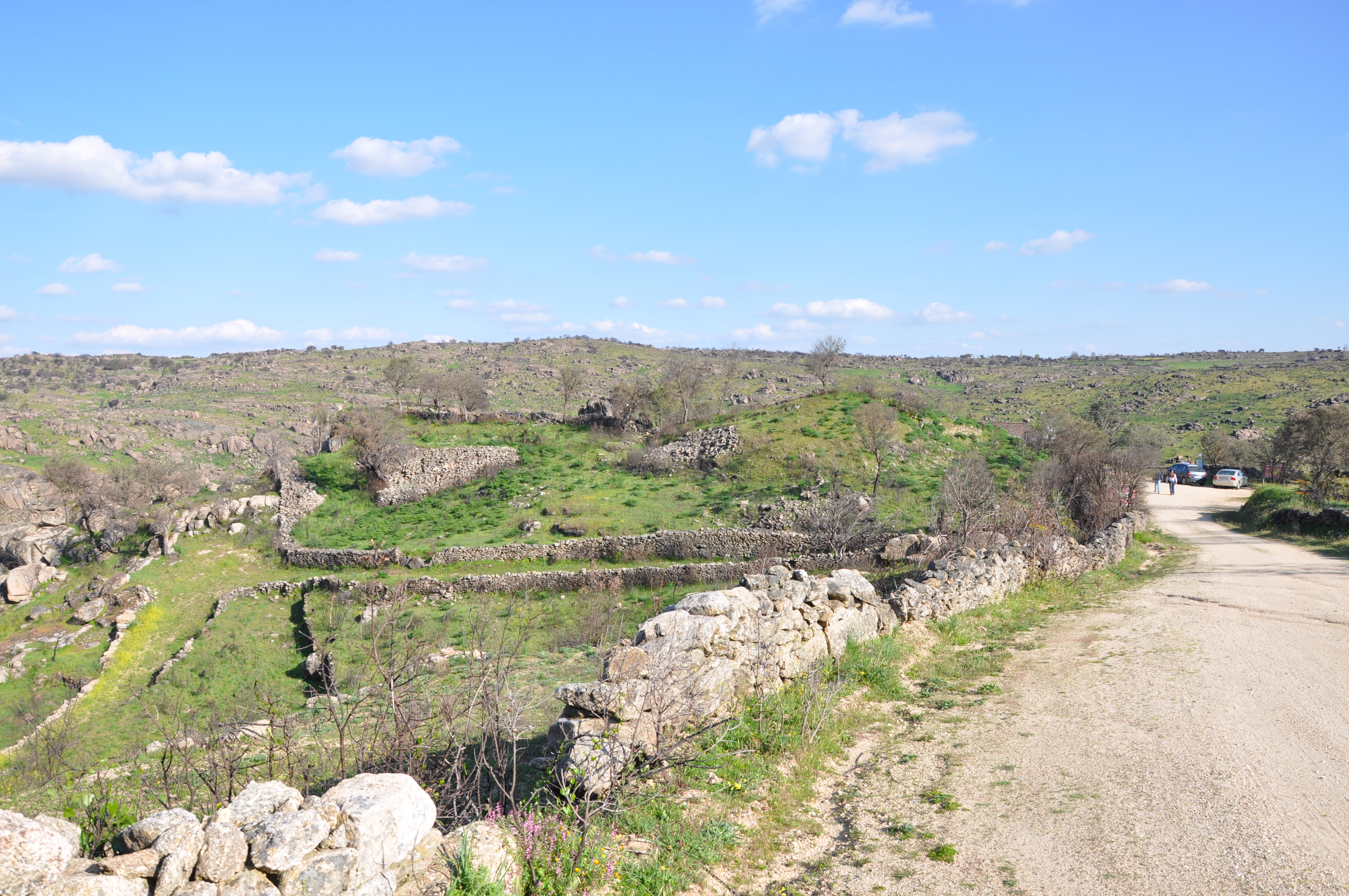
Castro de Aldeia Nova

O Castro de Aldeia Nova é um castro da Idade do Ferro situado em Miranda do Douro, no município homónimo em Portugal.
Em 1910, o Castro de Aldeia Nova foi classificado como monumento nacional.